# Mullowka (Uljanowsk)
Mullowka (russisch Мулловка) ist eine Siedlung städtischen Typs in der Oblast Uljanowsk in Russland mit 6168 Einwohnern (Stand 14. Oktober 2010).

## Geographie
Der Ort liegt knapp 70 km Luftlinie östlich des Oblastverwaltungszentrums Uljanowsk. Er erstreckt sich über etwa acht Kilometer überwiegend entlang dem rechten Ufer des Flüsschens Sosnowka, das wenig südlich von rechts in den linken Wolga-Nebenfluss Großer Tscheremschan (Bolschoi Tscheremschan) mündet, dort als langgestreckte Bucht im Staubereich des Kuibyschewer Stausees.
Mullowka gehört zum Rajon Melekesski und befindet sich knapp 10 km westlich von dessen Verwaltungszentrum Dimitrowgrad (ehemals Melekess), von diesem durch ein Waldgebiet getrennt, in dem sich das Forschungsinstitut für Atomreaktoren von Rosatom befindet. Die Siedlung ist Sitz der Stadtgemeinde Mullowskoje gorodskoje posselenije, zu der außerdem die zwei Siedlungen (possjolok) Berjosowka (10 km nordwestlich) und Lesnoi (16 km westnordwestlich) gehören.

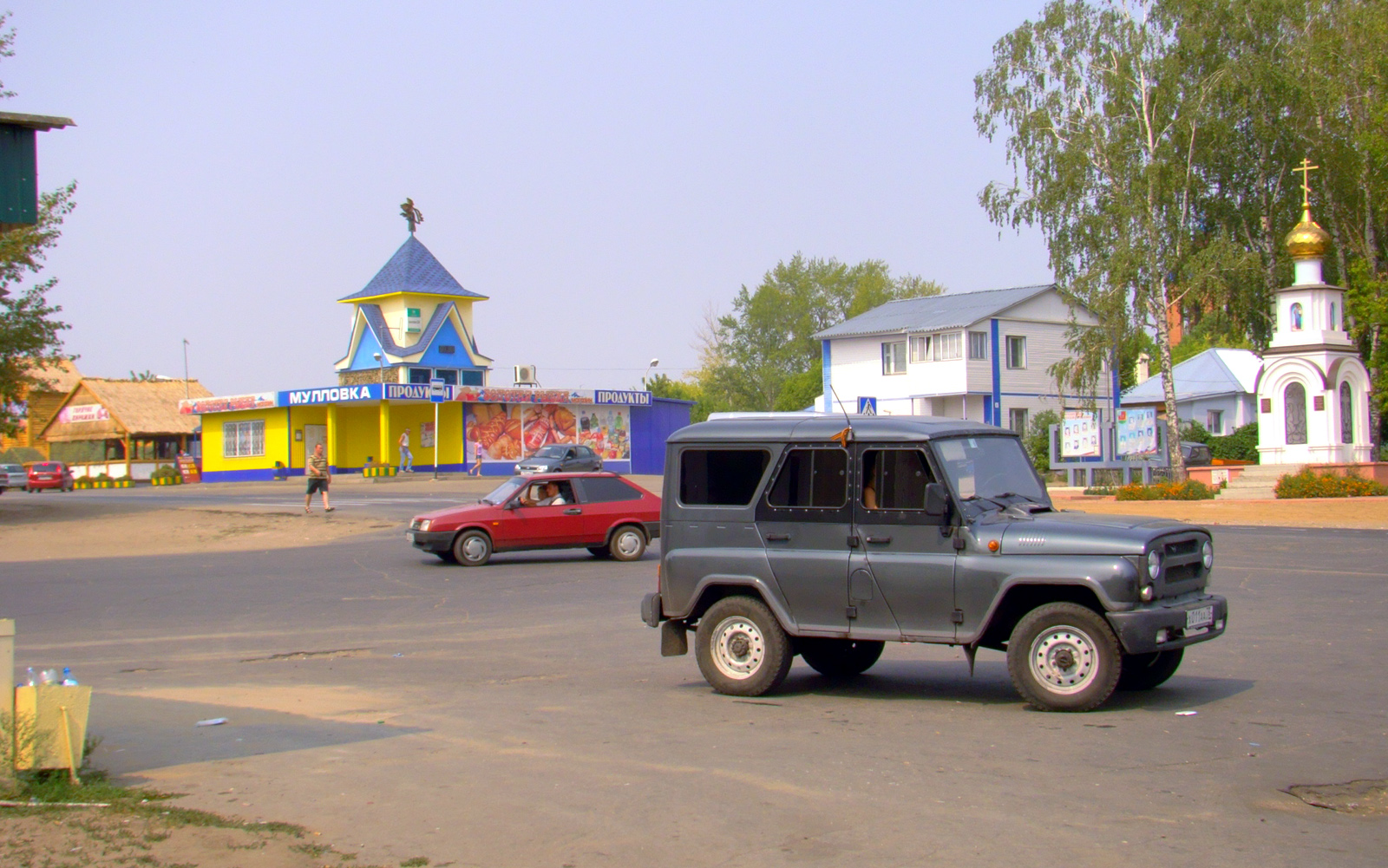
Ortszentrum
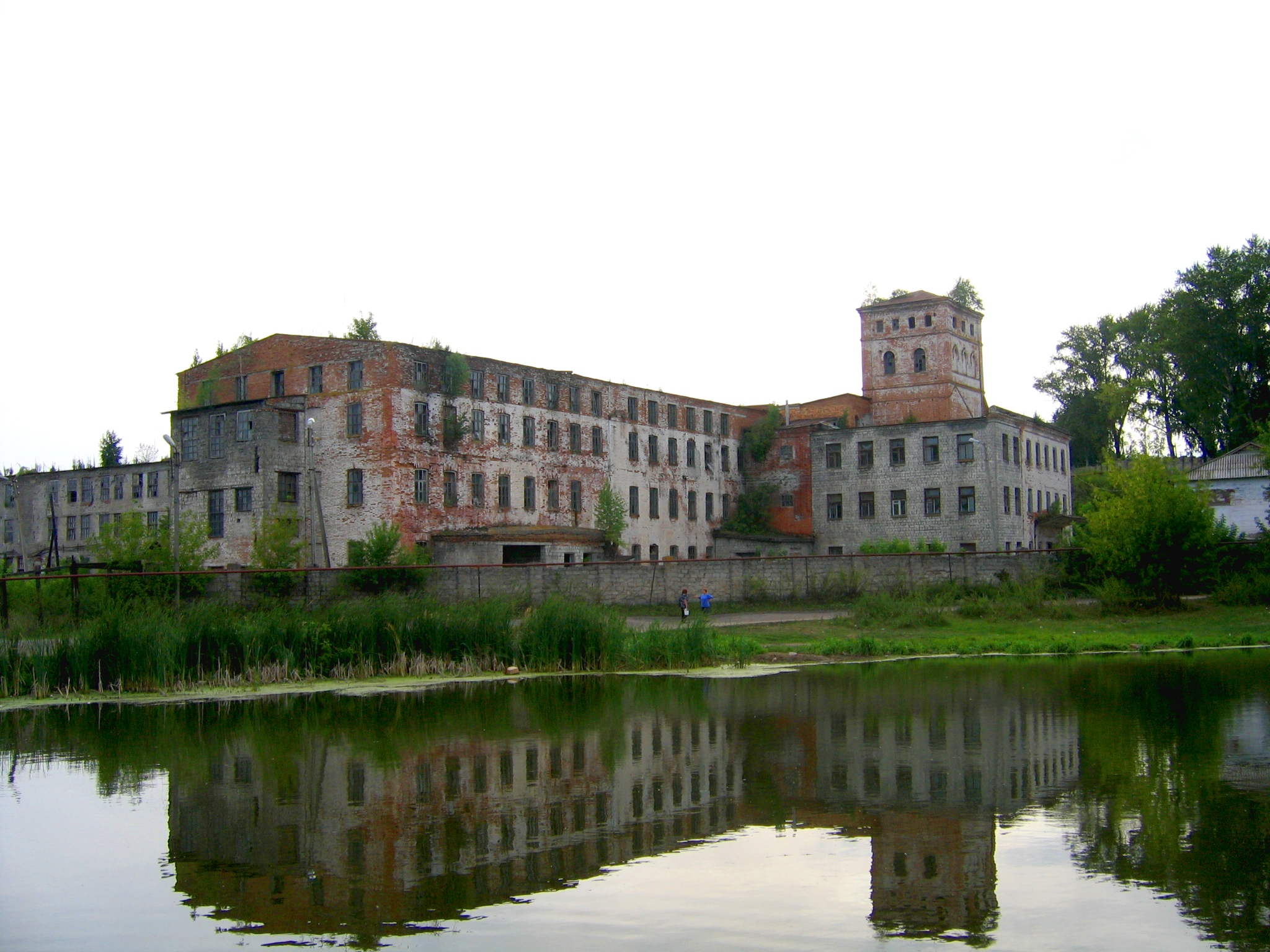
Ruinen der alten Gebäude der Tuchfabrik
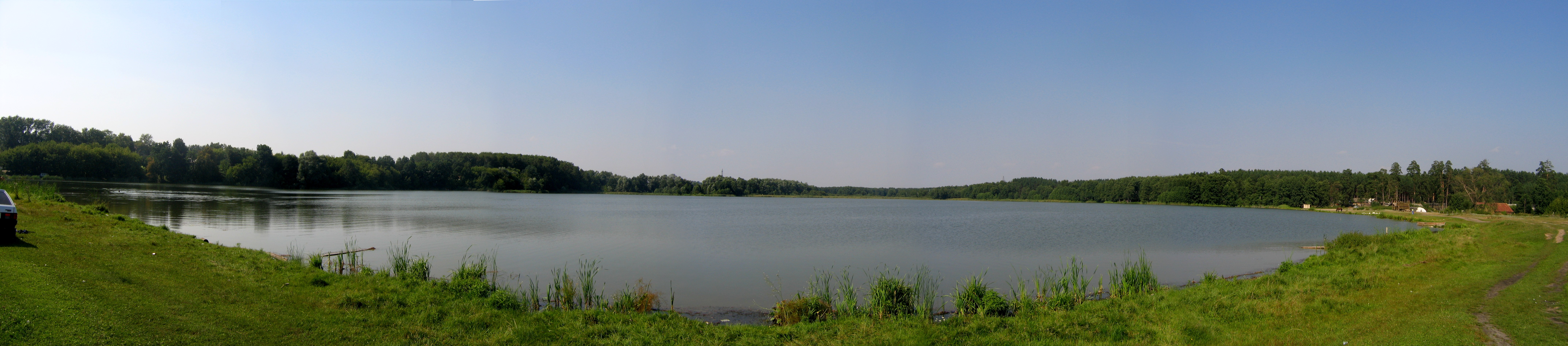
Fabrikteich

## Geschichte
Der Ort wurde 1706 erstmals urkundlich erwähnt. Er lag auf Ländereien, die in dieser Zeit Alexander Menschikow gehörten, und trug zunächst alternativ auch den Namen Preobraschenskoje (nach der örtlichen Kirche, von Preobraschenije Gospodne für Verklärung des Herrn). Ab 1701 hatte dort der Simbirsker (damaliger Name des heutigen Uljanowsk) Kaufmann Ossip Twerdyschew eine Wodkabrennerei errichten lassen, die 1710 verstaatlicht wurde. Einen wirtschaftlichen Aufschwung nahm der Ort nach Gründung einer der ersten Walkstoffmanufakturen der Region durch den Gutsbesitzer Stepan Melgunow 1785. Zu deren Zwecken wurde die Sosnowka beim Ort zu einem bis heute existierenden Teich angestaut. Im späteren Besitz der Fürsten Trubezkoi wurde die Fabrik im 19. Jahrhundert zur bedeutendsten im Gebiet.
1944 erhielt Mullowka den Status einer Siedlung städtischen Typs.

### Bevölkerungsentwicklung
| Jahr | Einwohner |
| ---- | --------- |
| 1897 | 2316      |
| 1939 | 5727      |
| 1959 | 8829      |
| 1970 | 8195      |
| 1979 | 7568      |
| 1989 | 6839      |
| 2002 | 6439      |
| 2010 | 6168      |

Anmerkung: Volkszählungsdaten

## Verkehr
Durch Mullowka verläuft die Regionalstraße 73R-158 (ehemals Teil der föderalen Fernstraße R158), die Uljanowsk – auf dem Territorium der benachbarten Oblast Samara als 36R-170 – mit der föderalen Fernstraße M5 Ural zwischen Toljatti und Samara verbindet.
Die nächstgelegene Bahnstation befindet sich in Dimitrowgrad an der Strecke Insa – Uljanowsk – Tschischmy (– Ufa; Streckenkilometer 983, Zählung ab Moskau).